# 7201 Kuritariku
7201 Kuritariku è un asteroide della fascia principale. Scoperto nel 1994, presenta un'orbita caratterizzata da un semiasse maggiore pari a 2,3534566 UA e da un'eccentricità di 0,1125416, inclinata di 7,69518° rispetto all'eclittica.